# 爱德华·费里
爱德华·费里（英語：Edward Ferry，1941年6月18日—），美国男子赛艇运动员。他曾代表美国参加1964年夏季奥林匹克运动会赛艇比赛，获得男子双人单桨有舵手金牌。